# Бахаровичі
Бахаровичі (біл. вёска Бахаравічы) — село в складі Пуховицького району Мінської області, Білорусь. Село підпорядковане Новопольській сільській раді, розташоване в центральній частині області.